# Trioza albifrons
Trioza albifrons är en insektsart som beskrevs av Crawford 1910. Trioza albifrons ingår i släktet Trioza och familjen spetsbladloppor. Inga underarter finns listade i Catalogue of Life.